# William Horsley Gantt
William Horsley Gantt (1892 - 1980) fue un psiquiatra estadounidense. Discípulo del fisiólogo ruso Iván Pávlov, es especialmente conocido por su estudio de las neurosis experimentales y por sentar las bases de la psicología experimental.

## Biografía
Se graduó en medicina por la Universidad de Virginia en 1920 y realizó sus primeras actividades clínicas en el ámbito de la afecciones digestivas, en el hospital de la Universidad de Maryland, donde trabajó como residente. 
Durante su participación en 1922 en un expedición médica de ayuda a la zona rusa del Volga, que entre 1921 y 1922 había sufrido diversas hambrunas y epidemias de tifus, viruela y cólera, visitó el laboratorio de Pávlov. Allí se interesó por el método de los reflejos condicionados y dedujo que de él se podría derivar una fundamentación científica del estudio de la mente y sus trastornos.
Tras dos años por Europa, pudo regresar a Rusia en enero de 1925 para trabajar con Pávlov sobre dicha técnica. Estuvo con él hasta agosto de 1929, años en que realizó investigaciones sobre fisiología de la digestión y sobre reflejos condicionados, además de traducir varias obras de su maestro.

## Fuente
- Gabriel Ruiz y Natividad Sánchez, «William Horsley Gantt (1892-1980)», Mente y Cerebro, 45, 2010, págs. 9-17.

- Datos: Q6167659